# جون سبنسر هاردي
جون سبنسر هاردي (بالإنجليزية: John Spencer Hardy)‏ هو ضابط أمريكي، ولد في 7 مايو 1913 في لوغانسبورت في الولايات المتحدة، وتوفي في 1 مايو 2012 في باتون روج في الولايات المتحدة.